# Iratsume suzukii
Iratsume suzukii är en fjärilsart som beskrevs av Jinhaku Sonan 1947. Iratsume suzukii ingår i släktet Iratsume och familjen juvelvingar. Inga underarter finns listade i Catalogue of Life.